# 山城章
山城 章（やましろ あきら、1908年5月3日 - 1993年2月3日）は、日本の経営学者。一橋大学・創価大学名誉教授。

## 生涯
鳥取県日野郡阿毘縁村（現・日南町）に生まれる。1927年島根県立商業学校（現・島根県立松江商業高等学校）卒、1930年高松高等商業学校（現・香川大学経済学部）卒、1933年東京商科大学（現・一橋大学）卒。増地庸治郎の指導を受けた。1961年「現代企業の経営学的研究」で一橋大学より商学博士の学位を取得。横浜市立横浜商業専門学校（現・横浜市立大学）教授、東京商科大学教授、1949年一橋大学助教授、1952年教授。1972年定年退官、名誉教授、東洋大学経済学部教授、1978年創価大学経営学部教授、のち名誉教授。
1974年藍綬褒章、1982年勲二等瑞宝章受章。1982年経営科学化有効賞受賞。日本学術会議会員。日本経営診断学会会長なども務めた。
ゼミ出身者に花房正義（元日立キャピタル社長、山城経営研究所会長）、高橋宏（元首都大学東京理事長、元日本郵船副社長）、桶谷秀昭（文芸評論家）、細川進（元香川大学教授）、對木隆英（成蹊大学名誉教授）、増田茂樹（明治学院大学名誉教授）、岡本毅（元東京ガス社長、元日本経団連副会長）などがいる。

## 著書
- 『経営費用論』同文館 経営経済叢書 1936
- 『価格統制の研究 価格政策の経営経済学的考察』日本評論社 1940
- 『生産拡充と利潤統制』同文館出版部 1942
- 『新企業形態の理論』経済図書 1944
- 『配給原価計算』千倉書房 会計学大系 1944
- 『企業体制の発展理論 生産管理の企業論的考察』東洋経済新報社 現代経済学叢書 1947
- 『資本と経営の分離 その経営学的研究』産業経理協会 産業経理叢書 1947
- 『經營政策』經營評論社 1948
- 『企業体制』新紀元社 一橋大学講座 1950
- 『公企業』春秋社 現代商学全集 1950
- 『労務管理新論 労務管理と労使関係』労働文化社 1950
- 『経営学の学び方』白桃書房 1954
- 『経営政策 最高経営政策論』白桃書房 1954
- 『経営価格政策』中央経済社 1956
- 『経営管理全書 第1巻 経営』日本経済新聞社 1958
- 『体系経営全書 第1 経営』白桃書房 1959
- 『経営学講話』青林書院 1960
- 『実践経営学』同文館出版 1960
- 『経営方針と経営計画』生産工学講座 日刊工業新聞社 1960
- 『現代の企業』森山書店 1961
- 『経営学講話』青林書院新社 1962
- 『経営正攻法 重役として成功する秘訣』ダイヤモンド社 1964
- 『経営学原理』白桃書房 1966
- 『経営学要論』白桃書房 1967
- 『新講経営学』中央経済社 専門基礎講座 1968
- 『経営原論』丸善 経営学全書 1970
- 『マネジメントの基本 実践経営学の展開』総合労働研究所 LD文庫 1970
- 『日本的経営論』丸善 経営学全書 1976
- 『経営学 1980年代の経営学』白桃書房 1977
- 『経営基本』同友館 1978

### 共編著
- 『新企業形態』共著 東洋経済新報社 1950
- 『経営責任者 重役・部課長・係長』高宮晋共編 如水書房 現代経営選書 1953
- 『会社財務ハンドブック』古川栄一,番場嘉一郎共編 同文館 1954
- 『経営学講座 第2 企業形態』編 巌松堂書店 1955
- 『例解経営学精義 改訂版』古川栄一,清水晶共著 白桃書房 1956
- 『新撰経営学辞典』編著 中央経済社 1958
- 『パーソネルマネジメント 労務管理』編 青林書院 経営学全集 1959
- 『経営事務 オフィス・マネジメント』編 青林書院 経営学全集 1960
- 『関係会社 その経営と管理』編著 中央経済社 1961
- 『トップ・マネジメント講座 第2 トップ・マネジメントの組織』平井泰太郎,菅谷重平共著 ダイヤモンド社 1961
- 『経営者 変貌するその性格と任務』編著 中央経済社 1962
- 『現代の経営理念 実態編』編 白桃書房 1967
- 『実践経営ハンドブック』古川栄一、西野嘉一郎、小野共編 中央経済社 1967
- 『講座現代の経営 第1 総合経営管理』共編 河出書房 1968
- 『講座現代の経営 第3 市場創造』宇野政雄,有田恭助共編 河出書房 1968
- 『経営学小辞典』編著 中央経済社 1969
- 『現代の経営理念 理論編』編 白桃書房 1969
- 『各種経営学 官庁・学校・労働組合』共著 丸善 経営学全書 1970
- 『経営相談事典』全13巻 編 帝国地方行政学会・ぎょうせい 1971-76
- 『厳選経営学問題演習』編 中央経済社 1973
- 『環境適応の経営政策』編著 帝国地方行政学会 1974
- 『関連会社の経営 これからの企業集団経営のあり方・すすめ方』編著 中央経済社 1977
- 『日本的経営の構築』編著 ビジネス教育出版社 叢書・現代経営学の課題 1979
- 『ノン・ビジネス経営の構築』編 ビジネス教育出版社 叢書・現代経営学の課題 1980
- 『経営組織行動の研究』共著 樹芸書房 1984
- 『入門経営学』森本三男共編著 実教出版 1984
- 『経営戦略百科』全6巻 企画編集 ぎょうせい 1988
- 『経営教育ハンドブック』編著 同文館出版 1990

### 翻訳
- 『オートメーション企業の展望』涌田宏昭共訳 中央経済社 1957
- ケネス・J.アルバート編著『経営計画の策定と管理』監訳 日本生産性本部 経営実践シリーズ 1982
- ケネス・J.アルバート『新製品開発とマーケティング』総責任監訳 日本生産性本部 経営実践シリーズ 1982
- ケネス・J.アルバート『生産管理と物流管理』大須賀政夫共監訳 日本生産性本部 経営実践シリーズ 1982

### 記念論文集
- 『経営管理の基本問題 山城章先生喜寿記念論文集』河野重栄, 森本三男編 同友館 1985

## 論文
- <山城章